# Azienda per i Trasporti Autoferrotranviari del Comune di Roma
Die Azienda per i Trasporti Autoferrotranviari del Comune di Roma bzw. ATAC S.p.A. (auch Atac und atac geschrieben;  auf Deutsch: „Bus-, Bahn- und Straßenbahn-Verkehrsbetrieb der Stadt Rom“) ist ein Verkehrsunternehmen für den öffentlichen Personennahverkehr in der italienischen Hauptstadt Rom. Der Nahverkehr wird im Bereich der Metropolitanstadt Rom und in einigen Gemeinden der Provinz Viterbo mit U-Bahnen, Vorortbahnen, Straßenbahnen sowie mit Oberleitungsbussen und Omnibussen durchgeführt. Das Unternehmen gehört der Stadt Rom.
ATAC hat 1,4 Milliarden Euro Schulden. 40 Prozent der Omnibusse sind defekt. Im Januar 2018 wurde die Anschaffung von 600 neuen Bussen beschlossen.

## Überblick

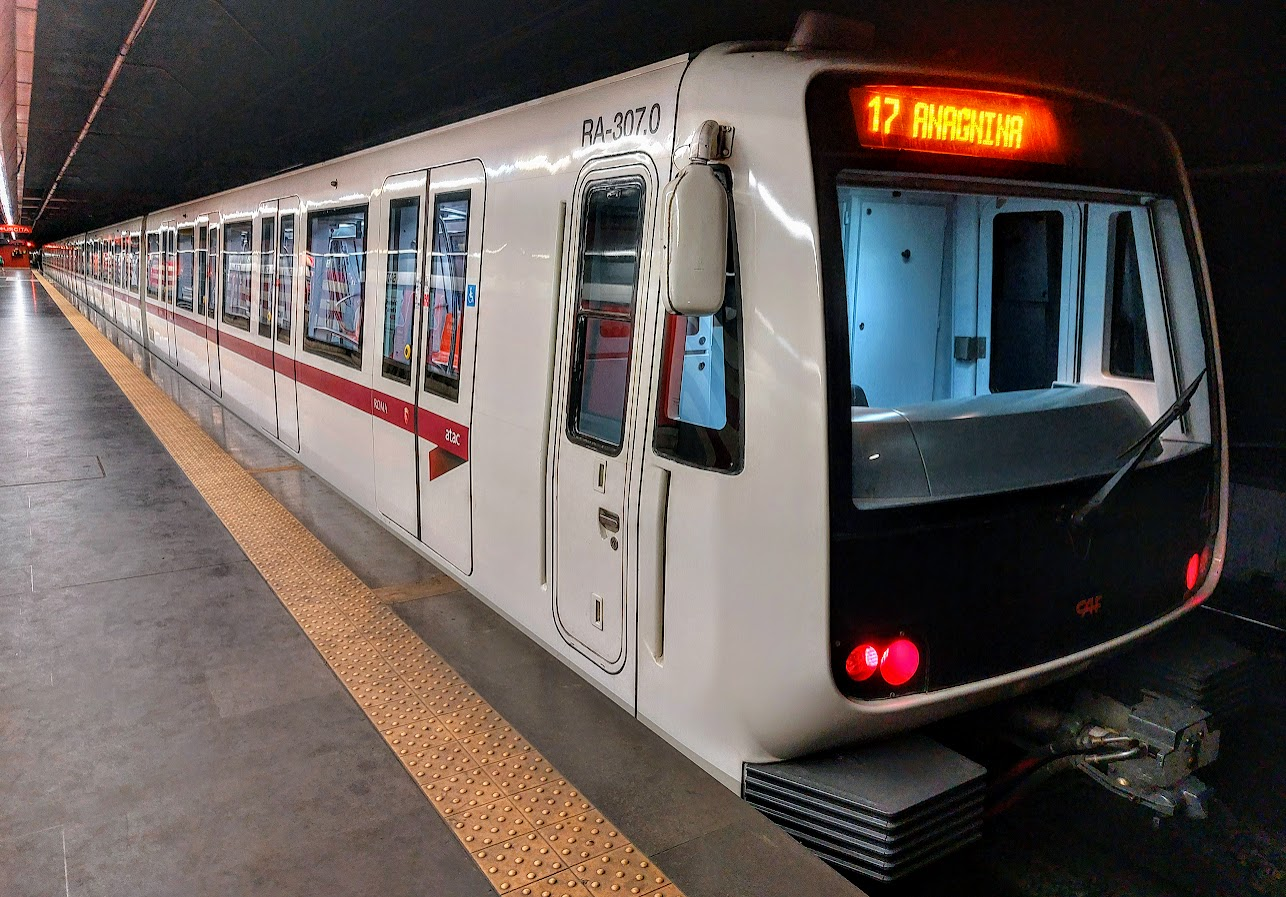
Linea A der Metropolitana di Roma

ATAC betreibt die drei U-Bahn-Linien der Metropolitana di Roma, die drei Vorortbahnstrecken Roma – Lido, Roma Laziali – Giardinetti und Roma Flaminio – Viterbo, die Straßenbahn Rom, den Oberleitungsbus Rom sowie rund 300 städtische Buslinien.
Die S-Bahn-artigen FL-Linien werden hingegen von Trenitalia betrieben, der Regionalbusverkehr vorwiegend von COTRAL.
Die Fahrscheine gelten für alle Verkehrsmittel der ATAC sowie für die FL-Bahnen und die COTRAL-Busse. Unterschieden wird zwischen der Stadt Rom (Metrebus Roma) und der Region Latium (Metrebus Lazio). Im Bereich Metrebus Roma gibt es unter anderem Fahrscheine mit einer Gültigkeit von 100 Minuten (Biglietto Integrato a Tempo – BIT), 24 Stunden (Roma 24h), 48 Stunden (Roma 48h), 72 Stunden (Roma 72h) und von sieben Tagen (Carta Integrata Settimanale – CIS) sowie Monats- und Jahresabonnements. Im Bereich Metrebus Lazio werden Tageskarten (Biglietto Integrato Regionale Giornaliero – BIRG), Dreitageskarten (Biglietto Turistico Regionale – BTR) und Wochenkarten (Carta Integrata Regionale Settimanale – CIRS) sowie Monats- und Jahresabonnements angeboten, wobei es in diesem Fall (Metrebus Lazio) Flächenzonentarife gibt (Stand Anfang 2016).

## Geschichte
Der öffentliche Personennahverkehr wurde in Rom ab 1845 von privaten Unternehmen betrieben. Einen ersten öffentlichen Auftrag hierfür erhielt 1876 das Unternehmen Società Romana Tramways Omnibus (SRTO) von der Stadt Rom. Die ersten Straßenbahnen waren noch Pferdebahnen oder Dampfstraßenbahnen. 1895 eröffnete man die erste elektrische Straßenbahn zwischen der Piazza San Silvestro und dem Bahnhof Roma Termini. Im Jahr 1900 unterhielt der Monopolist SRTO zehn Buslinien und 15 Straßenbahnlinien, von denen elf elektrifiziert waren.
1909 wurde auf Vorschlag des Bürgermeisters Ernesto Nathan die städtische Azienda Tramvie Municipali (ATM) gegründet, die 1911 den Betrieb aufnahm und von 1919 bis 1929 schrittweise die SRTO übernahm. 1927 wurde der städtische Verkehrsbetrieb umbenannt in Azienda Tramvie e Autobus del Governatorato (ATAG). Damals hatte das Straßenbahnnetz Roms seine größte Ausdehnung erreicht. 1930 ersetzte man wegen des zunehmenden Autoverkehrs die Straßenbahnlinien in der Innenstadt durch Busse. 1937 nahmen die ersten Oberleitungsbuslinien ihren Betrieb auf. Am 9. August 1944 wurde die ATAG in Azienda Tramvie e Autobus del Comune (ATAC) umbenannt und bis 1948 kriegsbedingte Schäden und sonstige Einschränkungen beseitigt. In den 1950er Jahren gab man die Straßenbahn zugunsten der Oberleitungsbusse weitgehend auf. Letztere wurden ihrerseits bis 1972 durch Omnibusse ersetzt.
Im Jahr 2000 gab die ATAC den Betrieb der Buslinien an das von der Stadt kontrollierte Unternehmen Trambus und an andere Unternehmen ab. Die ATAC blieb jedoch Eigentümer von Fahrzeugen, wobei ab 2005 auch wieder Oberleitungsbusse verkehren, und der dazugehörigen Infrastruktur. Darüber hinaus verblieben Planungs- und Überwachungsaufgaben, weswegen sie 2006 zur Agenzia per la Mobilità del Comune di Roma („Verkehrsagentur der Stadt Rom“) umgestaltet wurde. Gleichzeitig gründete man für den Betrieb der Untergrund- und Vorortbahnen des städtischen Unternehmen Metropolitana di Roma S.p.A. (Met.Ro.). Diese Bahnen wurden zuvor vom Konsortium COTRAL betrieben.
Am 1. Januar 2010 entstand aus der Agentur und aus den Unternehmen Met.Ro. und Trambus die Aktiengesellschaft Azienda per i Trasporti Autoferrotranviari del Comune di Roma (ATAC). Sie wickelt heute fast den gesamten öffentlichen Personennahverkehr in Rom ab.
Nachdem im Februar 2016 Marco Rettighieri das Amt des Geschäftsführers übernommen hatte, wurden zahlreiche Unregelmäßigkeiten innerhalb des Unternehmens bekannt. So stellte Rettighieri fest, dass von den 1980 ATAC-Fahrzeugen, die auf dem Papier vorhanden seien, nur 1410 tatsächlich existierten. Die Staatsanwaltschaft nahm Ermittlungen auf.
Der PD-Politiker und italienische Senator Stefano Esposito sagte in diesem Zusammenhang, ATAC „war und ist der Geldschrank der Politik. Von allen. Keiner ausgenommen.“